# Pseudatteria mimica
Pseudatteria mimica es una especie de polilla del género Pseudatteria, familia Tortricidae.
Fue descrita científicamente por Felder en 1875.